# 国家邻区铁路公司
国家邻区铁路公司（荷蘭語：Nationale Maatschappij Van Buurtspoorwegen，NMVB，SNCV），德语称国家小型铁路公司（德語：Nationale Kleinbahngesellschaft，NKG），是比利时曾经的一家国有交通公司，成立于1884年，负责比利时各地的地方铁路与有軌電車线路建设，为国民和经济活动提供必要的公共交通服务。在该公司经营下，一个庞大的有轨电车网络得以建成。后来该有轨电车网络的规模缩减，除少数线路得以保留外，其他线路均被公共汽车线路取代。1991年，该公司被拆分为佛兰德地区的德莱恩公司和瓦隆尼亚地区的TEC公司。